# Australian Faunal Directory
Australian Faunal Directory es un catálogo en línea de la taxonomía y la información biológica en todos los animales de las especies conocidas que se producen en Australia. Es un programa de la Dirección General de Sostenibilidad, Medio Ambiente, Agua, Población y Comunidades. Hasta el 5 de enero de 2012, el Directorio de la fauna australiana incluye información sobre 101.048 especies y subespecies.